# Be the One (album Jackiego Jacksona)
Be the One – drugi solowy album studyjny Jackiego Jacksona, wydany przez wytwórnię Polydor.
1. Stay 3:55 (Jackie Jackson)
2. Be the One 4:15 (Jackie Jackson)
3. Fun 5:07 (Robert Brookins)
4. Who's Loving You Now 4:06 (Jackie Jackson)
5. Cruzin 4:20 (Robert Brookins)
6. Fine Fine Lady 4:14 (Jackie Jackson)
7. Stuck on You 5:29 (Jackie Jackson)
8. Don't Rush It 4:00 (Jackie Jackson)
9. Broken Heart 3:56 (w duecie z Suzette Charles) (Jackie Jackson)